# امیر درخ
امیر دیویدسون (متولد ۲۰ ژوئن ۱۹۶۳) معروف به امیر درخ (انگلیسی : Amir Derakh) ، نوازنده و تهیه‌کننده آمریکایی است. او در حال حاضر گیتاریست و سینت سایزر نوازنده باند جولین-کی و گیتاریست برای گروه دد بای سانرایز است. او زمانی نوازنده آهنگساز گیتار در گروه راک اورجی بود و در گروه‌های راف کات و جیلهاوس نیز گیتار بازی کرده‌است.

## حرفه
پس از فارغ‌التحصیلی در سال ۱۹۸۱ از دبیرستان میسیون بای سن دیگو، کالیفرنیا، درخ به عنوان رهبری گیتاریست برای گروه‌های محلی Armed & Ready و Emerald اجرا کرد.
وی برای جایگزینی کریگ گلدی در راف کات به لس آنجلس نقل مکان کرد. او یک آهنگ در آلبوم Crazy Town با نام هدیه بازی بازی کرد.
جولیان-کی، ریمیکس آهنگ چستر بنینگتون در لینکین پارک را به نام «صبح بعد» منتشر کرد که به‌طور انحصاری در موسیقی متن فیلم ۲۰۰۶، جهان زیرین : تکامل منتشرشد.

## زندگی شخصی

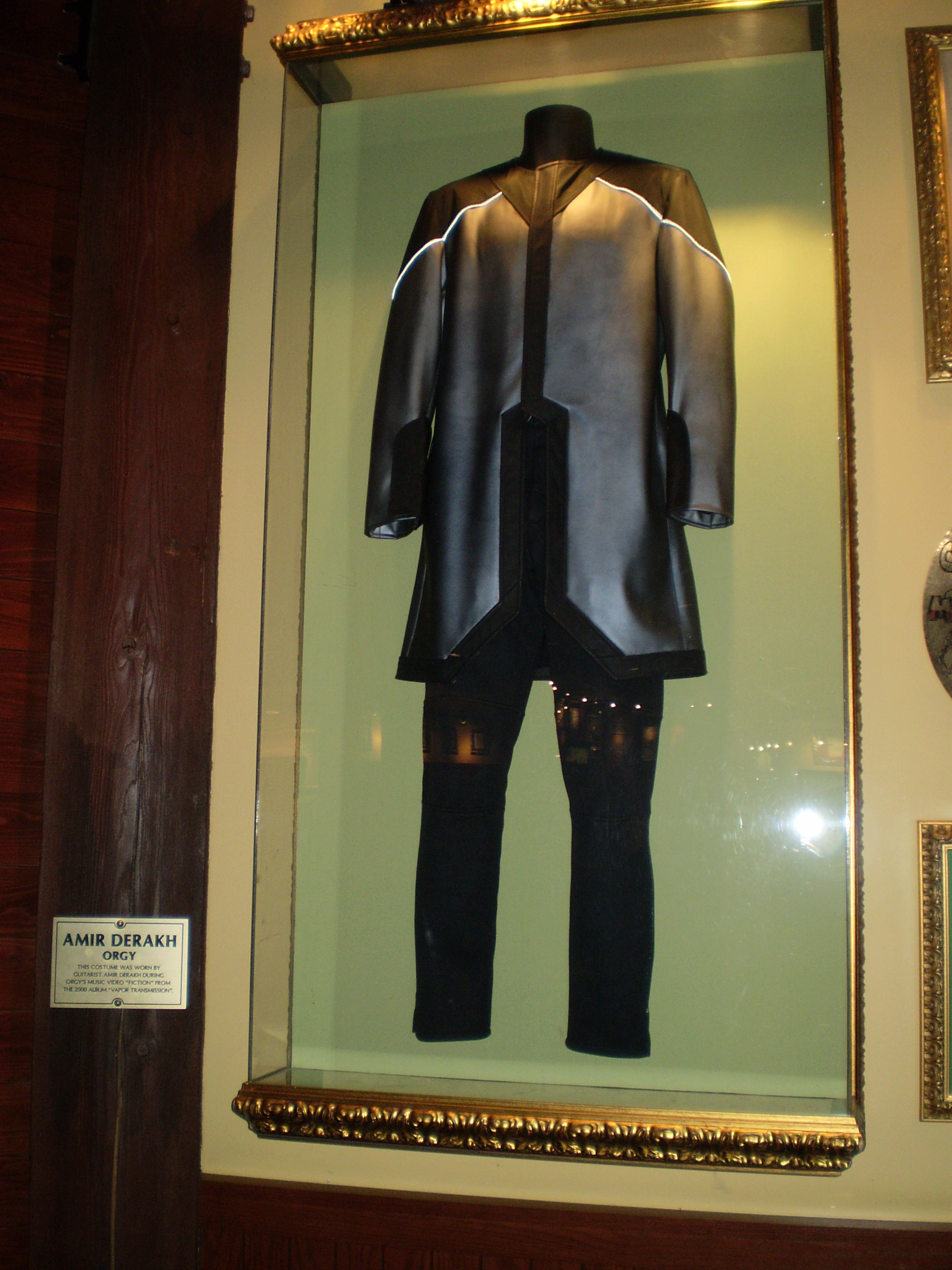
لباس ویدئویی «داستان» امیر دراخ در کافه هارد راک در سانفرانسیسکو، کالیفرنیا

درخ از اصل و نسب ایرانی، ایرلندی، اتریشی، مجارستانی و روسی است. وی در دانشگاه کالیفرنیا شرکت کرد و مدرک خود را در زمینه تولید/مهندسی به دست آورد.
درخ یک طراح گیتار مشتاق است. او با گرویر جکسون از گروه جکسون گیتار همکاری کرده‌است و شخصاً چندین گیتار را که هم‌اکنون با آن می‌نوازد، طراحی کرده‌است (مشهورترین آنها The Disruptor است).
یکی از انگیزه‌های او برای طراحی گیتارهای شخصی تمایل او برای خلق چیزی منحصر به فرد و در عین حال کاربردی است و برانگیختن تعجب عمومی، او همچنین یک مدل امضا برای Yamaha با نام AES-AD6 طراحی کرد که در یک کارخانه بسیار محدود ساخته شده و بسیار جمع‌آوری شده‌است.
درخ پسری به نام مایکل ملودی - دیویدسون دارد
نام صحنه او به معنای دلالت عبارت «من اینجا هستم تا راک بنوازم» با املای نام خانوادگی به عنوان ادای احترام به میراث ایرانی خود است.

## آثار (تهیه کنندگی / مهندسی / میکس و تنظیم)
- Julien-K: تولیدکننده / مهندس / میکسر - ۲۰۱۹
- "Ghostfeeder" - Star Beast - میکسر / addl. تولید - ۲۰۱۸
- "Estados Alterados" - Lumisphera - سازنده / مهندس / میکسر - ۲۰۱۸
- Julien-K - Capsule Time - یک آینده نگر - تولیدکننده / مهندس / میکسر - ۲۰۱۸
- "Lovelesslust" - مد - تهیه‌کننده / مهندس / میکسر - ۲۰۱۷
- Julien-K - California Noir, Chapter Two - Life Night In Neon - تهیه‌کننده / مهندس / میکسر - ۲۰۱۶
- "Fourwaycross" - انضباط - میکسر - ۲۰۱۶
- Beta Test - امتیاز فیلم / موسیقی متن فیلم - ۲۰۱۶
- "Lovelesslust" - تصادف اتومبیل که به زندگی او پایان یافت بدون شگفتی آمد - میکسر - ۲۰۱۶
- Mumiy Troll - Malibu Alibi - تهیه‌کننده / مهندس / میکسر - آهنگ‌های مختلف - ۲۰۱۶
- Julien-K - California Noir, Chapter One - سواحل آنالوگ و شهرهای دیجیتال - تهیه‌کننده / مهندس / میکسر - ۲۰۱۵
- Mumiy Troll - کپی‌های دزدان دریایی - تولیدکننده / مهندس / میکسر - آهنگهای مختلف - ۲۰۱۵ - # ۱ آلبوم روسی
- "Matt's Chance" - امتیاز فیلم / موسیقی متن فیلم - ۲۰۱۴
- Mumiy Troll - SOS Matrosu - تولیدکننده / مهندس / میکسر / ریمیکسر - آهنگ‌های مختلف - ۲۰۱۳ - # ۱ آلبوم روسی
- Julien-K - تهیه‌کننده / مهندس - ۲۰۱۲
- Sonic Generations موسیقی متن اصلی: Blur Blue - Soundtrack - تهیه‌کننده / مهندس / میکسر برای Circuit Freq - Sega - 2011
- سونیک خارپشت 2 - Soundtrack - تهیه‌کننده / مهندس / میکسر برای Julien-K - Sega - 2009
- دد بای سانرایز - پیش تولید و مهندسی - برادران وارنر - ۲۰۰۹
- Transformers: Revenge of Fallen (بازی ویدیویی) - تهیه‌کننده / مهندس / میکسر برای نمره Julien-K - اکتیویشن - ۲۰۰۹
- Julien-K - Death to Analog - تهیه‌کننده / مهندس / میکسر - ۲۰۰۹
- ترانسفورماتورها - موسیقی متن فیلم - تهیه‌کننده / مهندس Julien-K - برادران وارنر - ۲۰۰۷
- جهان زیرین : تکامل - موسیقی متن فیلم - تهیه‌کننده / مهندس / میکسر برای چستر بننینگتن در مقابل. Julien-K - سونی - ۲۰۰۷
- Shadow the Hedgehog - موسیقی متن فیلم - تهیه‌کننده / مهندس / میکسر برای Julien-K - Sega - 2005
- Orgy - Punk Statik Paranoia - تولیدکننده / مهندس / میکسر - D1 - 2004
- نوار قرمز - رادیو اکتیویست - تهیه‌کننده / میکسر - roadrunner - 2004
- Sonic Heroes - Soundtrack - تهیه‌کننده / مهندس / میکسر برای Julien-K - Sega - 2004
- جمعه عجیب - موسیقی متن فیلم - تهیه‌کننده / مهندس انجمن‌های هاله - هالیوود - ۲۰۰۳ - طلا
- اتاق زغال‌سنگ - دادن شیطان به خاطر او - مهندس / میکسر - Roadrunner -2003
- اتاق زغال‌سنگ - روزهای تاریک - تنظیمات پیش تولید و آهنگ - Roadrunner - 2002
- ولنتاین - پیش تولید و مهندسی - برادران وارنر - ۲۰۰۱
- زولندر - Soundtrack - تهیه‌کننده / مهندس / میکسر برای Orgy - Hollywood - 2001
- اسپاین شنک -- تنظیمات پیش تولید و آهنگ - Roadrunner - 2000 - نامزد جایزه گرمی
- جیغ ۳ - موسیقی متن فیلم - ریمیکسر برای Orgy - Wind-Up - 2000 - Gold
- Orgy - انتقال بخار - تولیدکننده / مهندس - Reprise - 2000 - طلا
- دانزیگ - کودک شیطان - میکسر - E-Magine - 1999
- اتاق زغال‌سنگ - موسیقی مجلسی - میکسر - Roadrunner - 1999
- اسپاین شنک - تولیدکننده / مهندس / میکسر - Roadrunner - 1998
- Orgy - Candyass - تولیدکننده / مهندس - Reprise - 1998 - پلاتین
- Strangeland - موسیقی متن فیلم - میکسر برای اتاق زغال‌سنگ - TVT - 1998
- عروس چاکی - موسیقی متن فیلم - میکسر برای اتاق زغال‌سنگ - CMC - 1998
- Rod Stewart tribute album Rod Stewart - Forever Mod - Portrait of a Storyteller - تهیه‌کننده / مهندس / میکسر / ساز - DeRock - 1997
- اتاق زغال‌سنگ - مهندس / میکسر - Roadrunner - 1997 - طلا
- مارماهی - مهندس - DreamWorks - 1996 - طلا - جایزه گرمی نامزد شده‌است